# رائد جوحي
رائد جوحي (1971 -) قاضٍ عراقي، عُيّنَ مديراً للمخابرات العراقية يوم 26 تموز سنة 2022 حتى إعفائه يوم 1 تشرين الثاني سنة 2022.
كان قبل ذلك قد عُيّنَ مديراً لمكتب رئيس الوزراء مصطفى الكاظمي منذ 7 حزيران سنة 2020، كان رائد رئيساً لقضاة التحقيق في محكمة الجنايات العليا، ثم مفتشاً عاماً سابقاً لوزارتي الدفاع والخارجية، وكان أول محقق يقابله الرئيس العراقي السابق صدام حسين يوم 1 تموز سنة 2004 في أولى جلسات التحقيق في التهم الموجهة لصدام. ودام التحقيق سنتين، باشرَ فيها رائد جوحي التحقيقَ مع صدام في قضتي الدجيل والأنفال. عُيّنَ رائد قاضيَ تحقيق في عهد صدام حسين، في مدينة النجف، ثم، بعد الاحتلال الأمريكي للعراق، انتقل إلى بغداد، قال رائد «عندما سقط النظام السابق في 9 نيسان 2003 انهارَ الجهاز السياسي في الدولة، إنما استمرت مؤسسات الدولة قائمة ومن بينها الجهاز القضائي. توقفنا عن العمل أيامًا قليلة. قبل سقوط النظام كنت قاضي تحقيق في منطقة النجف. بسبب المعارك غادرت إلى بغداد وهناك كنت تابعاً لوزارة العدل، وعيّنت للعمل في محاكم العاصمة، واستمررنا في العمل حتى ليلة سقوط نظام صدام». تخرج رائد في كلية القانون (جامعة بغداد)، سنة 1993، ثم المعهد القضائي سنة 2002، وحصل على ماجستير في القانون الدولي من الولايات المتحدة الأميركية عام 2010. وحين قُتل عبد المجيد الخوئي، أصدر رائد مذكرةَ اعتقال لمقتدى الصدر باعتباره المحرّض الأول على قتل الخوئي، قال جيفري كونجون في كتابه (الديماغوجية أو الديمقراطية: مسألة إشراك مقتدى الصدر) «أصدر الملازم القضائي في النجف رائد جوحي مذكرة اعتقال لمقتدى الصدر، وبعدئذٍ ترقى رائد جوحي من المرتبة الرابعة إلى المرتبة الثانية، ونُقلَ إلى بغداد حتى أصبح رئيس المحكمة الجنائية المختصة في العراق والناطق باسمها، ثم ذهب إلى كارلايل باركس في بنسيلفانيا وأقام فيها محاضراً حتى سنة 2011، حين عاد إلى العراق ليطلب التقاعد من القضاء». قال رائد جوحي عن عمله في التحقيق مع صدام «عندما كلفت بالمهمة، لم أضع في حساباتي أني ساحقق مع شخص كان في الأمس القريب رئيساً للعراق، بل وضعت في أول أولوياتي تحقيق العدالة، فانا أولا واخيراً قاض ومسؤول أمام الله والشعب عن اقرار الحق هكذا تصرفت مع صدام حسين، كنت أساله للوصول إلى الحقيقة بمصداقية كاملة.»، سئل رائد جوحي عن السلطة السياسية التي عيّنتهُ، فقال «انتخاب القاضي لمهمة معيّنة هو من اختصاص السلطة القضائية. تعييني تمّ بناء لقرار رئيس مجلس القضاء بالتنسيق مع السلطة التنفيذية حينها. بدأنا العمل في منتصف 2004 قبل انتقال السلطة من المسؤول الاميركي بول بريمر إلى الدكتور إياد علاوي. وكان هناك بحث عمن يقود التحقيق»، وسئل رائد جوحي عن شرعية النظام القضائي العراقي بُعيدَ الاحتلال، وتعيين رئيس مجلس القضاء مدحت المحمود فقال «أعتقد ان الحكومة الانتقالية الاميركية هي من عيّنته. رسمياً وقانونياً، بحسب القانون الدولي، كان العراق تحت الاحتلال الدولي الأميركي – البريطاني. هناك رسالة رسمية أرسلتها قوات التحالف الأميركية – البريطانية إلى مجلس الأمن الدولي تعلن فيها أنها تحتل دولة العراق. هم أعلنوا أنفسهم محتلين للعراق. فصدر قرار عن مجلس الأمن كرّس هذا الاحتلال....وفقاً لاتفاقية جنيف الدولية وقراري مجلس الأمن 1483، و1511 كانت الولايات المتحدة وبريطانيا مسؤولتين عن إدارة العراق كدولتين محتلتين. ورأوا ان الأستاذ مدحت المحمود كان الرجل المهيأ والمناسب للإشراف على الجسم القضائي. فعيّنوه في هذا المنصب».

## قضايا فساد
في يوم 6 آب سنة 2023 أعلنت هيئة النزاهة عن تنظيمها "نشرات حمراء بحق المتهمين وهي عبارة عن أوامر قبض دولية، حيث تم إكمال الإجراءات من قبل الشرطة العربية والدولية"، وذكرت هيئة النزاهة أن مِن المتهمين في قضية "سرقة القرن" رئيسُ جهاز المخابرات في الحكومة السابقة، إذ أعلنت هيئة النزاهة عن اصدار إشارات حمراء على قوائم المطلوبين للانتربول الدولي والشرطة العربية، حيث يتواجد في الولايات المتحدة الامريكية، وحاصل على جنسيتها.
وفي 25 تشرين الثاني/ نوفمبر 2024 صدر بحقه حكم غيابي بالسجن 6 سنوات ومصادرة أمواله المنقولة وغير المنقولة وفق المادة 316 من قانون العقوبات العراقية، في قضية سرقة القرن، برفقة نور زهير وهيثم الجبوري وموظفين آخرين في هيئة الضرائب.

## اُنظر أيضاً
- رزكار محمد أمين
- رؤوف رشيد عبد الرحمن
- جعفر عبد الواحد الموسوي
- محمد عريبي

## وصلات خارجية
- صورة أولى جلسات التحقيق للقاضي رائد جوحي.